# Orliac-de-Bar
Orliac-de-Bar (Orlhac de Bar auf Okzitanisch) ist eine französische Gemeinde mit 256 Einwohnern (Stand 1. Januar 2022) im Département Corrèze in der Region Nouvelle-Aquitaine. Die Gemeinde ist Mitglied des Gemeindeverbandes Tulle Agglo.

## Geografie
Die Gemeinde liegt im Zentralmassiv, ungefähr 14 Kilometer nördlich von Tulle, der Präfektur des Départements.

### Nachbargemeinden
Nachbargemeinden sind im Norden Saint-Augustin, im Nordosten Meyrignac-l’Église, im Osten Corrèze, im Süden Bar, im Westen Saint-Salvadour und im Nordwesten Beaumont. An der westlichen Gemeindegrenze verläuft der Fluss Vimbelle. An der Grenze zur Gemeinde Beaumont mündet die Douyge in die Vimbelle.

## Einwohnerentwicklung
| Jahr      | 1962 | 1968 | 1975 | 1982 | 1990 | 1999 | 2007 | 2016 |
| Einwohner | 260  | 289  | 253  | 273  | 234  | 227  | 260  | 292  |